# Aspira
Aspira es un rascacielos de 122 metros de altura ubicado en el barrio Denny Traingle de Seattle, Washington. Tiene 37 plantas, y mayoritariamente consta de apartamentos. La construcción empezó en 2007, el edificio estuvo completado a finales de 2009 y finalmente abrió sus puertas en 2010. El inmueble cuenta con vistas al estrecho de Puget.
A finales de 2012 fue vendido por 165,7 millones de dólares, lo que supone un precio medio por apartamento de 509,760 dólares, cifra que supone un récord en Seattle, superando el que se marcó durante la venta del bloque de apartamentos Island Market Square en 2008.